# Jüterbog
Jüterbog es una histórica ciudad al noreste de Alemania localizada en Teltow-Fläming, estado de Brandeburgo. Está localizada en el Río Nuthe a unos 65 km de al suroeste de Berlín.

## Historia

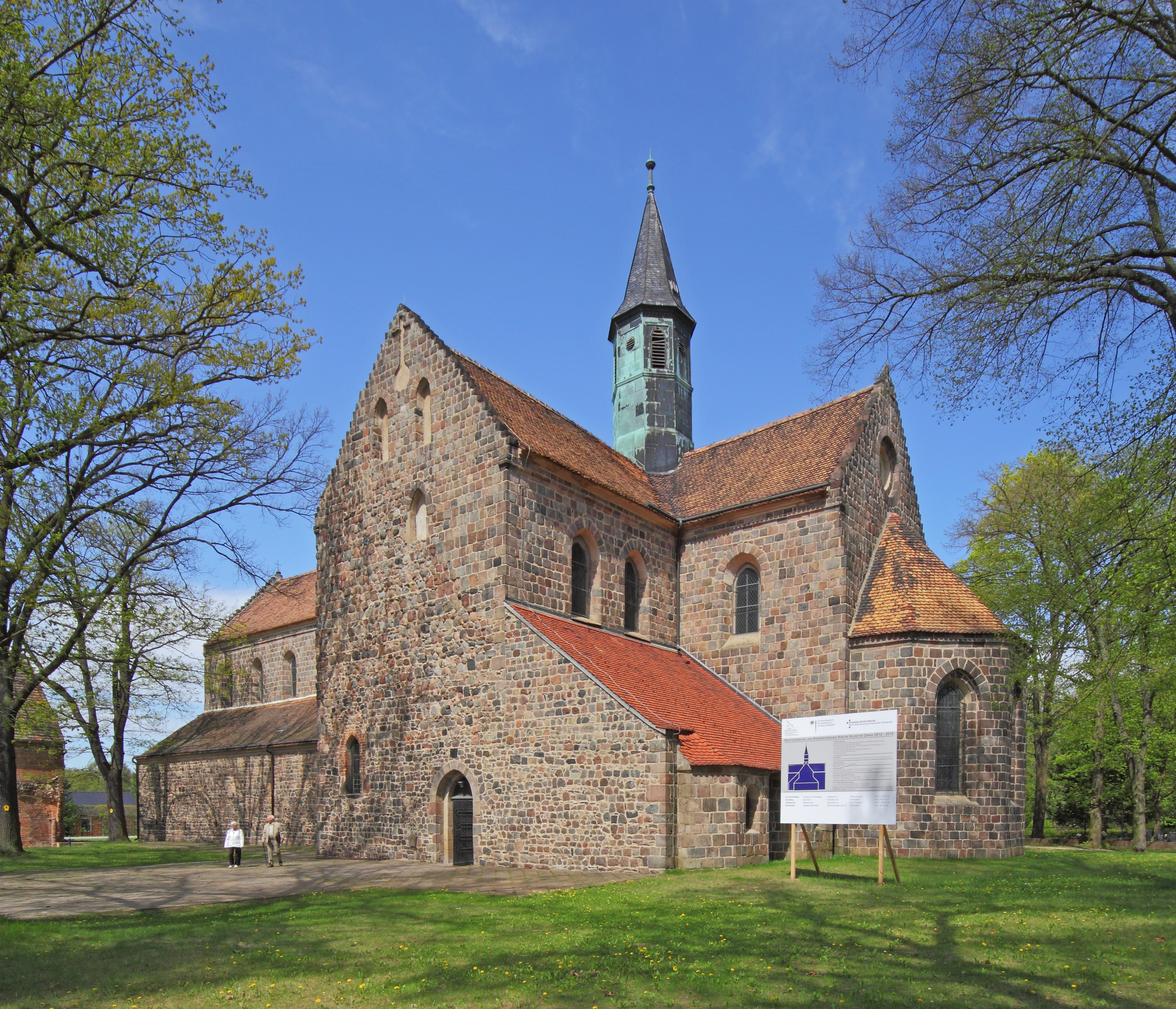
Abadía de Zinna

### Edad Media
El asentamiento eslavo de Jüterbog fue mencionada por primera vez en 1007 por Tietmaro de Merseburgo, cronista del arzobispo de Magdeburgo.No obstante Jüterbog no se incorporó a la diócesis de Magdeburgo hasta 1157.En 1170 se construyó la abadía de Zinna y en 1774 Jüterbog consiguió privilegios de ciudad.La zona continuo siendo un enclave de Magdeburg entre el Ducado de Sajonia-Wittenberg y Margraviato de Brandeburgo durante toda la Edad Media.

### Edad Moderna
Fue en Jüterbog donde se intentó sin éxito poner fin a la guerra de sucesión Jülich, mediante un trato firmado en marzo de 1611 entre el Electorado de Sajonia y Brandeburgo.En noviembre de 1644, durante la Guerra de los Treinta Años , tropas suecas defendieron la ciudad de las cercanas tropas del ejército imperial. En 1648, por la Paz de Westfalia, la ciudad pasó a pertenecer a Sajonia.

### Edad Contemporánea
El 6 de septiembre de 1813 se libra al suroeste de Jüterbog la batalla de Dennewitz, dentro de las guerras napoleónicas.En 1815 en el Congreso de Viena se acordó que la ciudad pasara a pertenecer al Reino de Prusia, que la incluyó en la Provincia de Brandenburgo y se convirtió en una ciudad de guarnición del ejército prusiano.En 1871 se produce la Unificación alemana, por lo que Jüterbog pasa a formar pare del Imperio alemán.Tras la Segunda Guerra Mundial, Jüterbog pasa a formar parte de la República Democrática Alemana, hasta la reunificación alemana en 1990, cuando la ciudad entra a formar parte de la actual Alemania en el estado de Brandeburgo.

## Monumentos

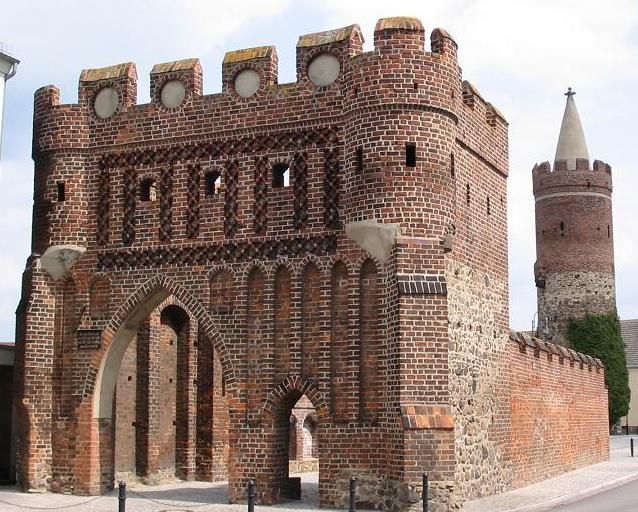
Puerta de Dammtor en las murallas medievales de Jüterbog.

La ciudad está rodeada por murallas de origen medieval, que incluyen tres puertas y barbacanas.En Jüterbog se localizan dos iglesias protestantes, la de San Nicolás gótica del siglo XIV, en la que destacan sus tres naves y guarda unos de los denominados cofres de Tetzel. 
También hay una iglesia católica en el casco antiguo de la ciudad que alberga una estatua de San Mauricio del siglo XVI.En Jüterbog también se confeccionan productos artesanales de lino y lana. Además hay gran cantidad de plantaciones de vid.
A 3 km de la ciudad se localiza la abadía de Zinna, un monasterio cisterciense construido en 1170.

## Política
La composición de la asamblea municipal de Jüterbog dad por las elecciones municipales de 2008 es la siguiente:
- Partido Socialdemócrata de Alemania: 6 concejales
- Die Linke: 6 concejales
- Unión Demócrata Cristiana: 3 concejales
- Partido Democrático Liberal: 3 concejales
- Bauernverband: 3 concejales
- Deutsche Volksunion: 1 concejal

## Demografía
- Tendencia poblacional desde 1875 (línea azul: población; línea punteada: comparación con tendencias poblacionales del estado de Brandenburg; fondo gris: tiempo de gobierno Nazi; fondo rojo: tiempo de Gobierno comunista)
- Proyecciones y desarrollo poblacional reciente (Desarrollo poblacional antes del censo del 2011 (línea azul); Desarrollo poblacional reciente de acuerdo al Censo en Alemania del 2011 (línea azul con bordes); Proyecciones ofiales para el período 2005-2030 (línea amarilla); para el período 2017-2030 (línea escarlata); para el período 2020-2030 (línea verde)

## Transportes
En 1841 se abrió la línea de tren entre Berlín y Jüterbog. Joy la ciudad es parada de la línea ferroviaria Berlín-Wittenberg, conecta también con Falkenberg/Elster por el servicio regional-express de Deutsche Bahn. Conecta también la línea Wannsee-Berlín-Beelitz, de la compañía privada Veolia Verkehr.

Por carretera, Jüterbog está comunicada por la Bundesstraße 101 con Berlín y por la Bundesstraße 102 comunica con la Bundesautobahn 9 que lleva a Niemegk.

## Personas ilustres de Jüterbog
- Johann Deutschmann (1625-1706), teólogo
- Johann Friedrich von Brandt (1802-1879), naturalista
- Hans Peter Hallwachs (nacido en 1938), actor
- Wilhelm Kempff (1895-1991), pianista
- Ulrich Wegener (n. 1929), oficial de policía

## Ciudades hermanadas
- Aßlar, Hesse,  Alemania
- Waldbröl, Renania del Norte-Westfalia,  Alemania